# Lars Bo Hansen
Lars Bo Hansen (* 24. September 1968 in Nykøbing Falster) ist ein dänischer Schachspieler. Er war der dritte Däne, dem der Titel Großmeister verliehen wurde.

## Leben
Lars Bo Hansen studierte Wirtschaft an der Copenhagen Business School und schloss mit einem MBA ab. Er war Assistenzprofessor, zuerst am CEUS Handelshøjskolecenter in Nykøbing Falster, danach am Institut für Unternehmensführung und -stragie an der Syddansk Universitet in Slagelse und inzwischen am Florida Institute of Technology in Melbourne, Florida. Er ist mit der Schachspielerin Evgenia Peicheva-Hansen (WIM, * 1968) verheiratet, die er bei der Juniorenweltmeisterschaft 1988 in Adelaide kennengelernt hat. Auch sein Sohn Martin (* 1990) hatte schon eine Elo-Zahl von über 2100. Seit April 2009 ist Lars Bo Hansen Trainer der dänischen Schachnationalmannschaft.

## Schacherfolge
1990 gewann er das Liechtenstein Open. 1993/94 wurde er Erster beim Rilton Cup in Stockholm. 1993 und 1997 wurde er dänischer Meister. 1995 und 2000 gewann er das Kopenhagen Open.
Er nahm für Dänemark an sechs Schacholympiaden teil, 1988 und 1990 an Brett 2, 1994 und 2008 an Brett 1, 2000 und 2006 an Brett 3. 1990 in Novi Sad erhielt er eine individuelle Bronzemedaille für sein Ergebnis von 8 aus 11. Sein Gesamtergebnis bei Schacholympiaden ist +22 =31 −10 (22 Mal gewonnen, 31 Unentschieden und 10 Niederlagen). Außerdem nahm Hansen zwischen 1992 und 2009 an vier Mannschaftseuropameisterschaften teil.
In Deutschland spielte er für den Lübecker SV, mit dem er 2001, 2002 und 2003 deutscher Meister werden konnte. Auch in Dänemark konnte er 1999 und 2000 mit dem SK 34 Nykøbing Mannschaftsmeister werden. Mit dem SK 34 Nykøbing nahm Hansen auch 1999 am European Club Cup teil. Er erreichte in der Vorrunde am Spitzenbrett 2,5 Punkte aus 3 Partien, konnte aber das Ausscheiden seiner Mannschaft nicht verhindern.
1987 erhielt er den Titel Internationaler Meister, 1990 den Großmeister-Titel. Seine Elo-Zahl beträgt 2560 (Stand: Dezember 2021), damit läge er auf dem sechsten Platz der dänischen Elo-Rangliste. wird aber beim Weltschachbund FIDE als inaktiv geführt, da er seit dem 23. Space Coast Open im April 2016 in Cocoa Beach keine Elo-gewertete Partie mehr gespielt hat. Seine bisher höchste Elo-Zahl war 2586 von Juli 2001 bis Juni 2002.

## Veröffentlichungen
- Foundations of Chess Strategy. Gambit Publications, London 2005; ISBN 1-904600-26-3.
- Secrets of Chess Endgame Strategy: Applying Business Methods to Chess Preparation and Training. Gambit Publications, London 2006; ISBN 1-904600-44-1.
- How Chess Games are Won and Lost. Gambit Publications (Da Capo Pr), London 2008; ISBN 978-1-906454-01-2.
- Improve Your Chess - by Learning from the Champions. Gambit Publications, London 2009; ISBN 978-1-906454-12-8.